# Манастир Калудра
Манастир Калудра је манастир Епархије Будимљанско-никшићке, Српске православне цркве. Налази се у околини Берана, у селу Калудра, поред реке Калудре.

## Историја
Манастир Светог Луке у Калудри (9km од Берана) је саздан у доба Немањића (14. век), а разорен у тешким временима ропства под Турцима (17. век).
На захтев мештана села Калудре, почетком септембра 1991. године, Полимски музеј из Берана отпочео је систематска истраживања на локалитету разореног манастира. Непосредно испод грађевинског шута нађени су комади фресака. На јужној површини стопе часне Трпезе налазио се натпис у седам редова: „Дионисије.. цркву с братиам јаже ... учиних општежитије тко ће раскинути де проклет ... овех свјатих амин“. Овај натпис нам једини сведочи да је овде некада било општежиће.
Због ратних сукоба током распада бивше СФРЈ и економске кризе радови су обустављени да би се наставили тек 2001. године. На старим темељима, подигнут храм посвећен Светом Апостолу Луки, звоник и конак са монашким ћелијама.
Исте године обновљена је и Епархија будимљанско-никшићка.
У непосредној близини манастира налази се читав низ пештера-испосница у којима је у средњем веку био заступљен келиотски тип живота, те је отуда до данас у народу сачуван назив Ћелије (Келије).
У манастиру се чува део моштију Светог Апостола Луке, заштитника ове свете обитељи и делови моштију:
- Светог Великомученика Артемија
- Светог Великомученика Евстатија Плакиде
- Светог Преподобномученика Игњатија Ивиронског